# Famille Fayd'herbe
Cet article possède des paronymes, voir Faidherbe et Faiderbe.

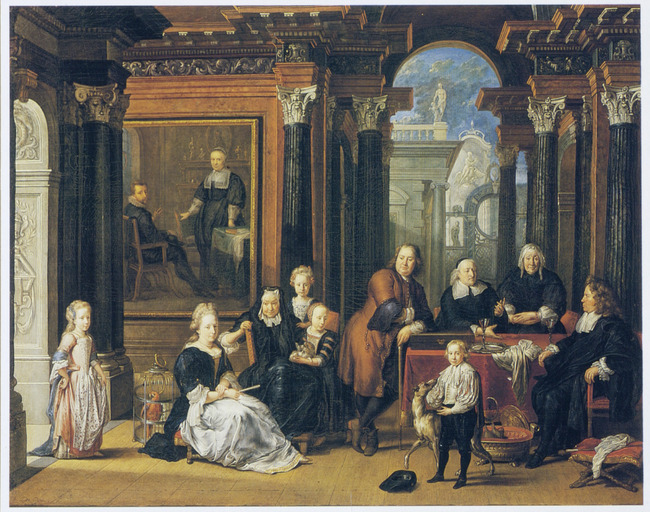
Portrait de Lucas Faydherbe et de sa famille, par Jan Anthonie Coxie (1693).

La famille Fayd'herbe est une célèbre famille de peintres, sculpteurs et architectes flamands du XVIIe siècle, citoyens de la ville de Malines.

## Membres de cette famille
- Henri Fayd'herbe (1574-1629), artiste peintre
- Maria Faydherbe (en) (1587-1643), sculpteur[1]
- Antoine Fayd'herbe (en) (-1653), sculpteur[2]
- Lucas Faydherbe (Malines 1617-1697), sculpteur, peintre et architecte
- Rombaud Fayd'herbe (1649-1674), artiste peintre.
- Jean-Luc Fayd'herbe (1654-1704), sculpteur et architecte[3]